# Rastovac Budački
Rastovac Budački – wieś w Chorwacji, w żupanii karlowackiej, w gminie Krnjak. W 2011 roku liczyła 13 mieszkańców.